# NGC 5870
NGC 5870 este o galaxie lenticulară situată în constelația Dragonul. A fost descoperită în 9 iunie 1885 de către Lewis A. Swift. Se află la o distanță de 16 megaparseci de Pământ.